# Observatoire fédéral de radioastrophysique
L'Observatoire fédéral de radioastrophysique, ou OFR (Dominion Radio Astrophysical Observatory, DRAO) est un observatoire astronomique fondé en 1960 situé au Sud-Ouest d'Okanagan Falls, au Canada. Le site comprend trois instruments : un radiotélescope interféromètre, une antenne radioélectrique de 26 mètres de diamètre et un moniteur de flux solaire.
L'OFR est exploité par l'Institut Herzberg d'astrophysique du Conseil national de recherche du Canada. Il est considéré comme un élément clé (en) des premières observations d'interférométrie à très longue base.

## Installations

### Canadian Hydrogen Intensity Mapping Experiment
Le télescope CHIME vise à cartographier la raie à 21 centimètres pour un décalage vers le rouge variant de 0,8 à 2,5. Les données serviront notamment pour mesurer les oscillations acoustiques des baryons.

### Synthesis telescope

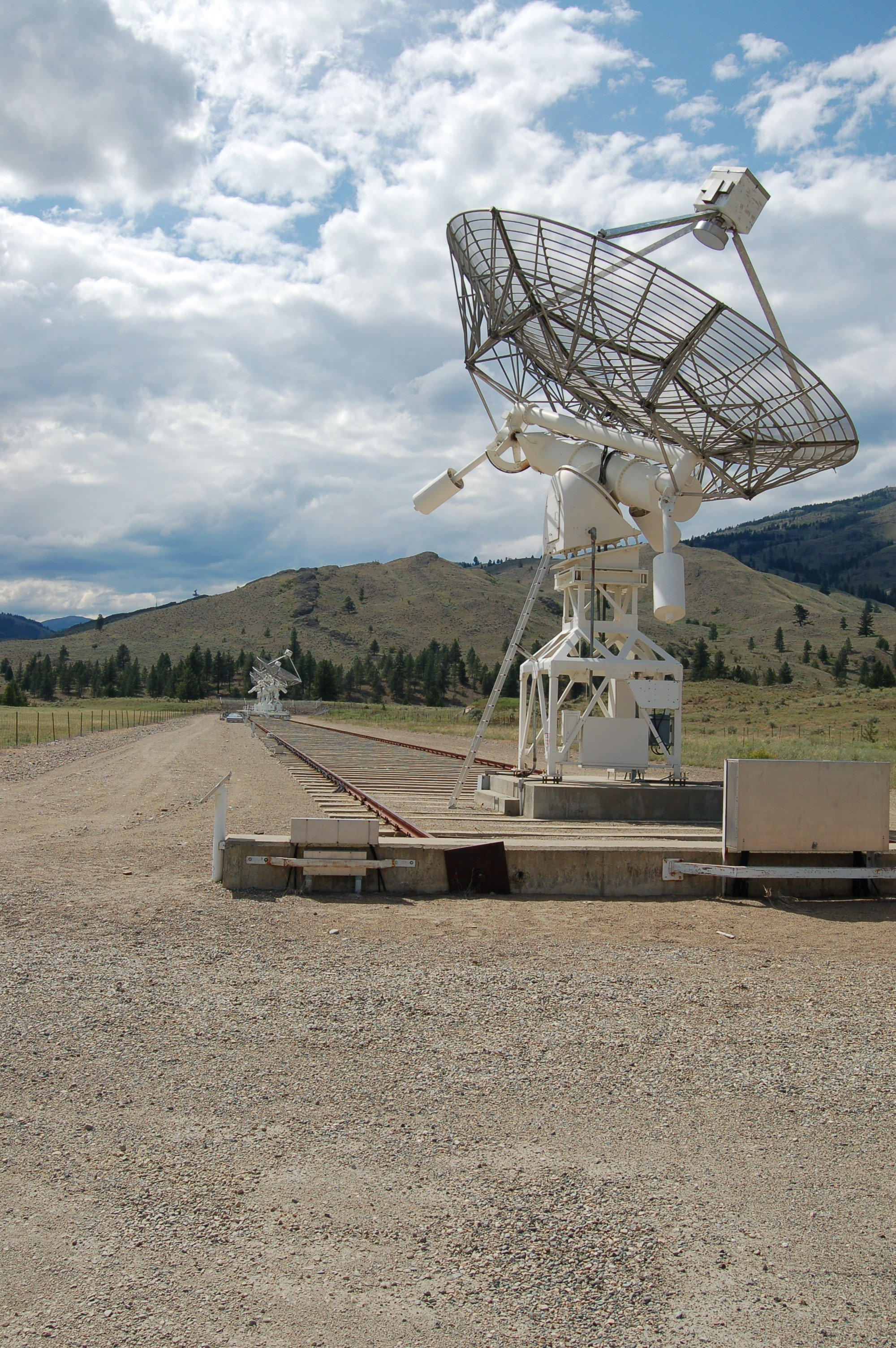
Synthesis Telescope.

L'interféromètre est constitué de sept coupoles de neuf mètres de diamètre réparties sur un rail de 600 mètres de longueur et orienté Est-Ouest. Les antennes sont équipées d'un polarimètre circulaire simple à 408 MHz et double à 1 420 MHz, qui permettent de retrouver les quatre paramètres de Stokes. On peut également utiliser un spectromètre à 1 420 MHz afin d'étudier la raie à 21 centimètres,.

### Télescope de26 mètres

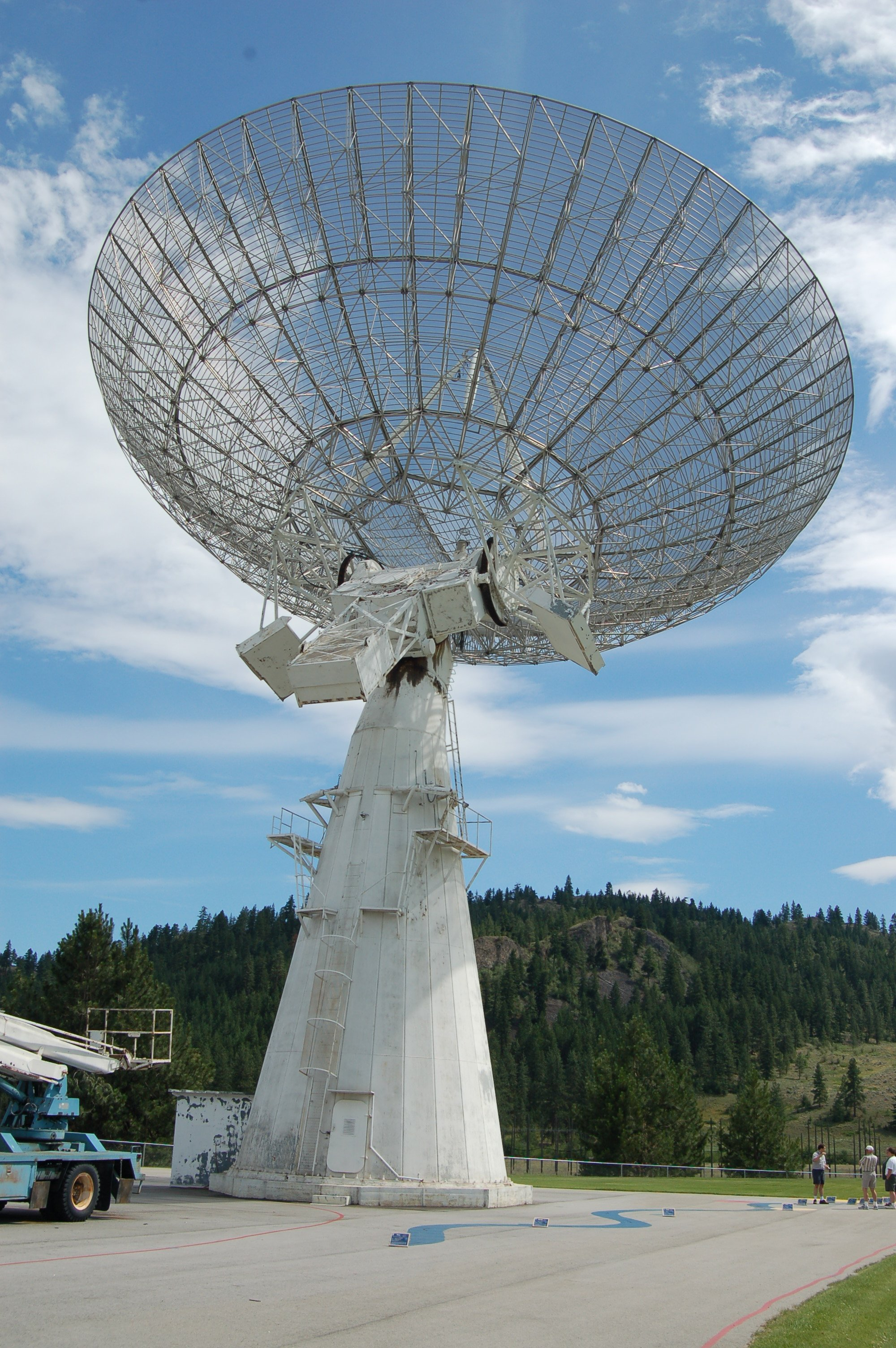
Télescope de 26 m de l'OFR.

L'antenne de 26 m peut être équipée pour observer à 408 MHz ainsi qu'à 1,5, 2,7, 4,9, 6,6 et 8,4 GHz, incluant les raie d'hydrogène à 1,4 GHz, d'OH près de 1,6 GHz et de méthanol près de 6,6 GHz.

### Solar-flux monitor

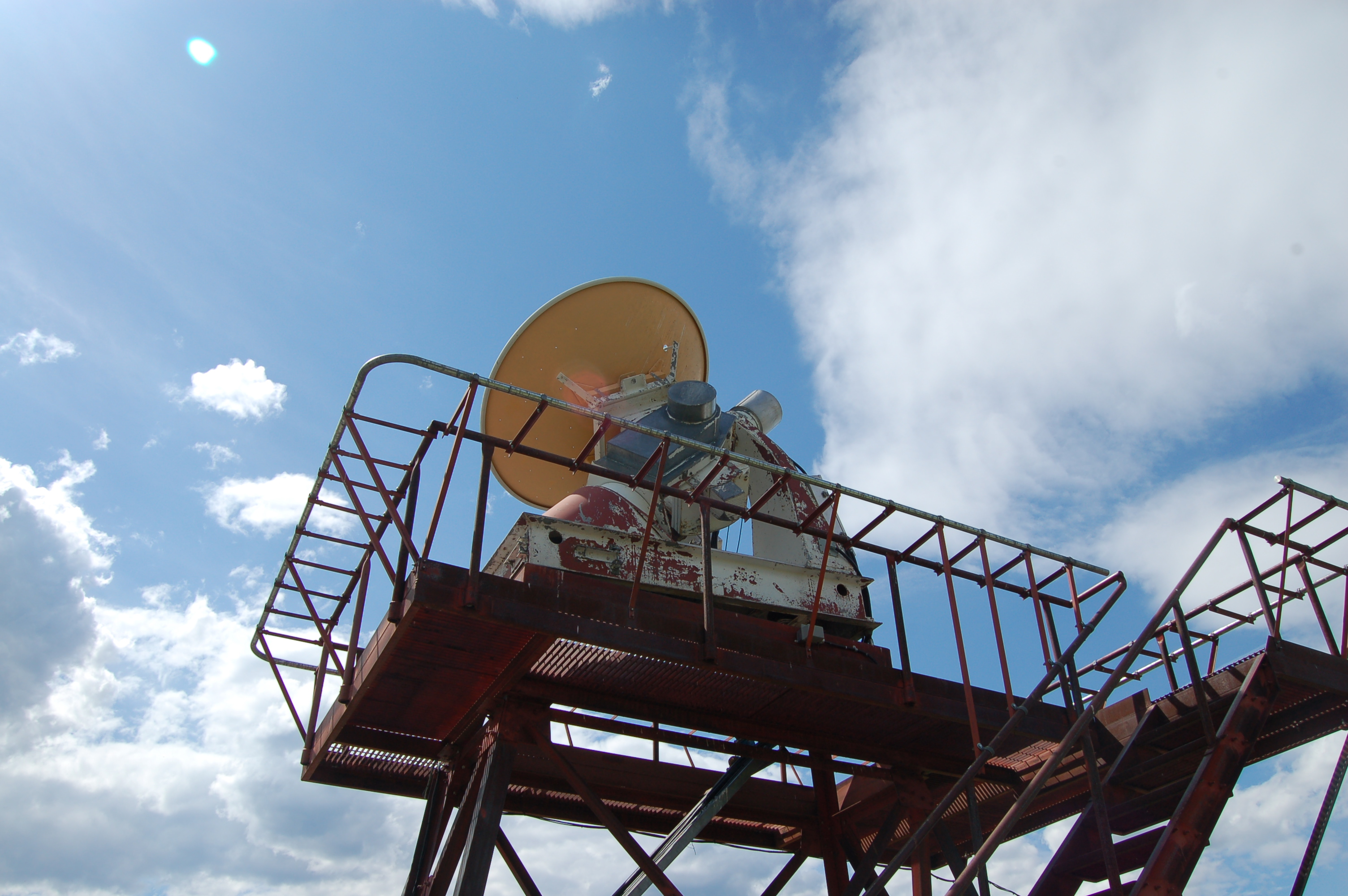
Le Solar flux monitor.

Le moniteur est constitué de deux antennes observant à une longueur d'onde de 10,7 cm,.

### Ingénierie
En plus des installations d'observations, l'OFR possède des laboratoires permettant de manufacturer et d'entretenir de l'équipement électronique. Ces derniers possèdent des équipements provenant d'observatoires externes tels le Very Large Array et le James Clerk Maxwell Telescope.